# Aline Cloutier
Aline Cloutier, née en 1927, est considérée comme la première caricaturiste québécoise.

## Biographie

### Un parcours artistique
Durant son adolescence, Aline Cloutier développe une passion pour le dessin de portraits d'actrices de cinéma, s'inspirant des photos publiées dans le magazine hollywoodien Silver Screen. Dans les années 1950, elle envisage de se spécialiser en peinture ou en art publicitaire. C'est pourquoi, elle choisit de présenter sa candidature à l'École des beaux-arts en utilisant des dessins réalisés dans ce style. Malgré les réserves exprimées par le directeur de l'école, Jean-Baptiste Soucy, à propos de son style de dessin, elle est tout de même acceptée.
Elle découvre la caricature durant troisième année lors d'un cours de croquis, où le professeur demande aux étudiants de réaliser des caricatures de leurs camarades de classe. C'est une révélation pour Aline Cloutier. « Au bout de la troisième année, j’avais un dessin ordinaire, je ne me trouvais pas très bonne. Une semaine, notre professeur nous a demandé de caricaturer un ou une camarade de classe. Ça m’est venu très naturellement. Le prof a été épaté, il trouvait que je dessinais des caricatures un peu comme celles qui se faisaient en Europe » raconte-t-elle, qui dit s’être inspirée des magazines européens auxquels son père était abonné. Elle ajoute : « Moi, ça a cliqué comme ça. J’ai fait une de mes amies. Je l’ai eue tout de suite. Et puis, mon Dieu, le professeur était ébahi! Ensuite, il nous en faisait faire souvent et j’avais toujours la meilleure note. Il était surpris, il trouvait que ça ressemblait aux caricatures qu’on voyait en Europe. Il trouvait que c’était plus stylisé. Je ne mettais pas beaucoup de détails, j’essayais de faire le plus simple possible »
Elle décide alors de poursuivre dans cette direction et décide de retirer la lettre « r » de son nom, signant désormais Cloutié.

#### Portrait-charge et caricature de célébrités
Aline Cloutier se concentre principalement sur la caricature en tant que « portrait-charge », expliquant qu'elle se sent moins à l'aise dans le domaine du dessin éditorial, malgré son intérêt certain pour la politique à tous les niveaux, que ce soit au niveau local, national ou international.

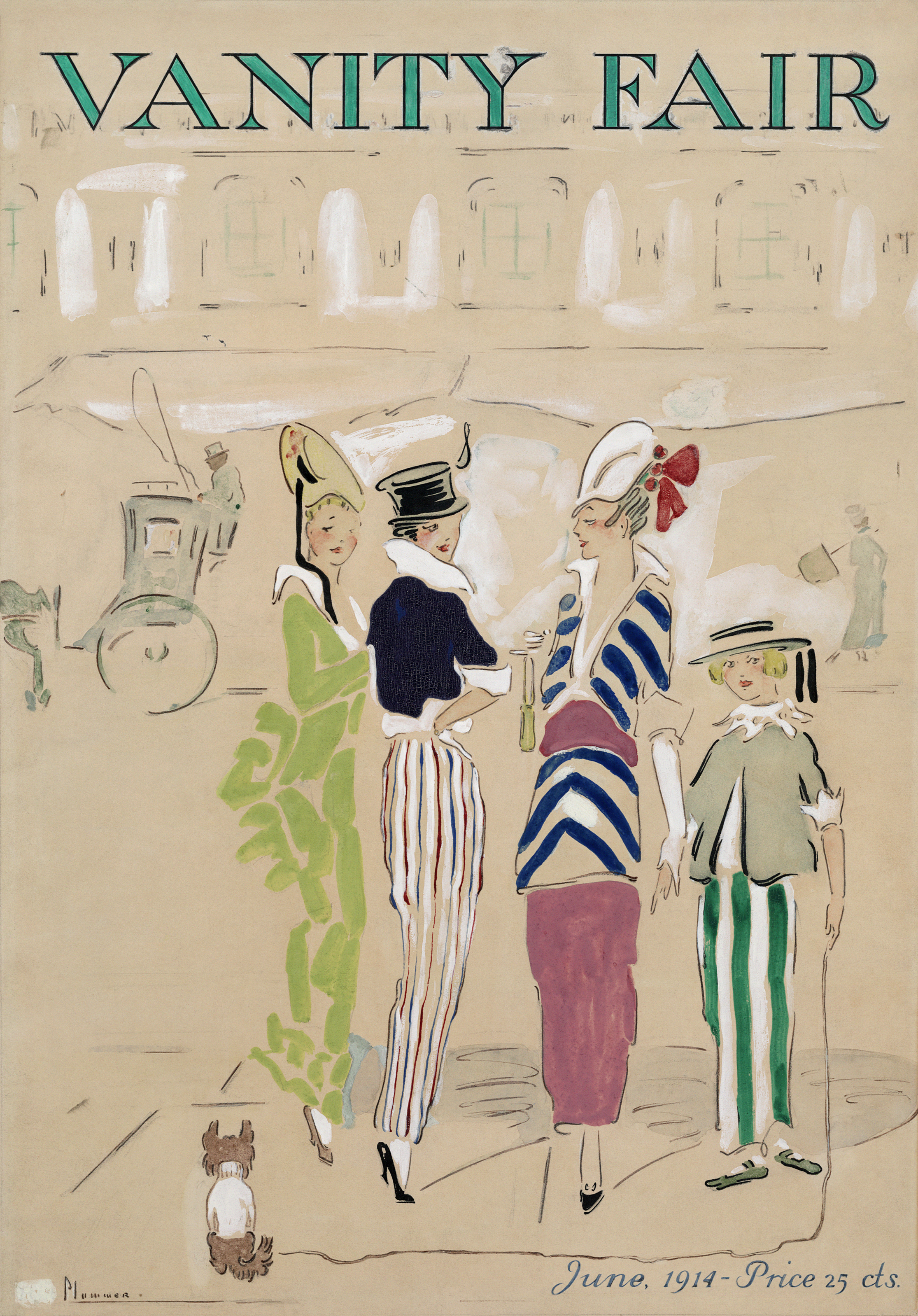
Journal Vanity Fair.

Elle se spécialise donc principalement dans le portrait-charge, qui consiste à exagérer et déformer les traits du sujet dessiné sans toutefois ridiculiser les personnalités qu'elle représente ni adopter une approche critique ou insolente. Ses dessins se rapprochent d'un autre courant, celui de la caricature de célébrités, à la mode au début du XXe siècle dans des magazines américains tels que Vanity Fair à New York.
Les œuvres d'Aline Cloutier se distinguent par leur intention principale de présenter une interprétation vivante des personnalités célèbres, qu'elles proviennent des domaines des arts, du spectacle, de la politique ou des affaires. Contrairement à une approche satirique et critique, ses portraits caricaturaux visent à capturer l'essence des individus de manière vivante et expressive. Ils offrent une représentation plus dynamique et expressive qu'une simple photographie ou un portrait traditionnel au fusain. L'objectif est de permettre aux spectateurs de reconnaître aisément les célébrités du moment, dans un style artistique moderne.

### Parcours professionnel
Une fois son diplôme obtenu en 1951, elle travaille comme secrétaire-comptable aux côtés de son père, courtier en douanes à Québec, jusqu'en 1957. Après un séjour de quatre mois en Europe avec une amie, à son retour, elle cherche un emploi dans le domaine du dessin et du graphisme.
Aline Cloutier tente sans succès de proposer ses talents de caricaturiste au quotidien L'Action catholique. Lorsqu'elle est reçue par un haut responsable religieux, sa présence en tant que femme caricaturiste est mal perçue.

Lors des vacances de Raoul Hunter, le caricaturiste du journal Le Soleil, elle se rend au journal pour proposer ses services de caricaturiste pendant son absence. Sa proposition est cependant mal interprétée et crée un malentendu. On pense à tort qu'elle cherche à le remplacer, alors que ce n'était pas son intention. En conséquence, sa démarche est rejetée.
« J’ai beaucoup frappé aux portes, j’ai envoyé des caricatures à des magazines, mais ça ne leur convenait jamais vraiment. En réalité, mon travail aurait été plus approprié pour des journaux. Sauf qu’à l’époque, on les comptait sur les doigts d’une main ! »

#### JournalLe Soleil
Entre 1958 et 1960, elle est finalement employée par le journal Le Soleil en tant que dessinatrice publicitaire et graphiste au sein de la division des impressions. Pendant cette période, elle conçoit des dépliants publicitaires pour des hôtels de Québec et réalise également des dessins de mode à la demande des journalistes spécialisés. Cette activité lui permet de constituer une collection de dessins de mode féminine et de coiffures, qui met en lumière les dernières tendances vestimentaires et coiffures de l'époque.

Logo du journal Le Soleil.

Le 16 avril 1960, le journal Le Soleil acquiert et publie une seule caricature politique d'Aline Cloutier intitulée  « SOUHAITS DE PÂQUES... » La mention fait référence à un sommet qui était prévu à Paris entre quatre leaders politiques, mais qui a finalement été annulé. La caricature représente un panier d'œufs de Pâques avec les têtes des dirigeants britannique Harold Macmillan, soviétique Nikita Khrouchtchev, américain Dwight Eisenhower et français Charles de Gaulle. Une légende accompagne le dessin : « ... Qu'ils éclosent en paix ! ». Ce dessin illustre les tensions de la guerre froide à cette période.
En 1965, le Carnaval de Québec accepte sa proposition d'affiche : « C’était un concours pour le Carnaval. J’avais gagné 300 $ en 1965. J’avais obtenu le deuxième prix. Mon ancien professeur, Omer Parent, avait envoyé une de ses affiches. Mais ils ont publié la mienne, parce qu’ils trouvaient peut-être que cela faisait plus commercial. La sienne, je ne l’ai jamais vue. ». Cette affiche est également reproduite en première page d'un cahier thématique du journal Le Soleil.
En 1960, elle quitte le journal pour retourner travailler  avec son frère au bureau de son père décédé l'année d'avant. Elle consacre cependant tout son temps libre à la caricature ou elle dessine les personnalités les plus marquantes de l'actualité nationale et internationale de l'époque et tente de faire publier ses œuvres dans des revues et des magazines, comme par exemple, le quotidien La Presse, mais sans succès.

#### Le congrès de fondation du Parti québécois
En octobre 1968, le Parti québécois est fondé lors d'un congrès à Québec, réunissant le Mouvement souveraineté-association de René Lévesque et le Ralliement national de Gilles Grégoire. Aline Cloutier, membre du nouveau parti, contribue à la décoration de la scène en créant des caricatures géantes de Gilles Grégoire et de René Lévesque. Elle le fait bénévolement, animée par l'enthousiasme de participer à cet événement historique. Le Parti québécois participe à ses premières élections générales en avril 1970.
Malgré ses tentatives vaines de se faire connaître à travers ses dessins sur la Crise d'octobre ou l'affaire Lucien Rivard, Aline Cloutier ne laisse pas tomber sa passion pour le dessin. Elle continue à persévérer dans sa pratique artistique, cherchant d'autres opportunités pour partager son talent jusqu'au référendum québécois de 1995.

### Reconnaissance tardive
Aline Cloutier va ensuite résider à Ottawa pendant une vingtaine d'années, se consacrant à l'éducation de sa fille tout en occupant divers emplois. De temps en temps, elle dessine des costumes et des décors de théâtre pour enfants. Elle réalise également quelques caricatures, jusqu'aux environs de 2000, où elle dresse le portrait de personnalités politiques contemporaines telles que Brian Mulroney, Lucien Bouchard, Stéphane Dion et François Ouimet.
Peu connue et peu exposée jusqu'à récemment, ses dessins commencent à être reproduits dans quelques publications, tels que les livres du professeur Alain Lavigne sur le marketing des partis politiques et la biographie du maire de Québec Gilles Lamontagne par l'historien Frédéric Lemieux. Ces auteurs contribuent à mettre en avant le travail d'Aline Cloutier, rare femme caricaturiste du XXe siècle. Elle est probablement la première artiste à avoir publié une caricature dans un grand journal québécois.

### Famille
Aline Cloutier a une fille et deux petites-filles.

## La collection d'Aline Cloutier

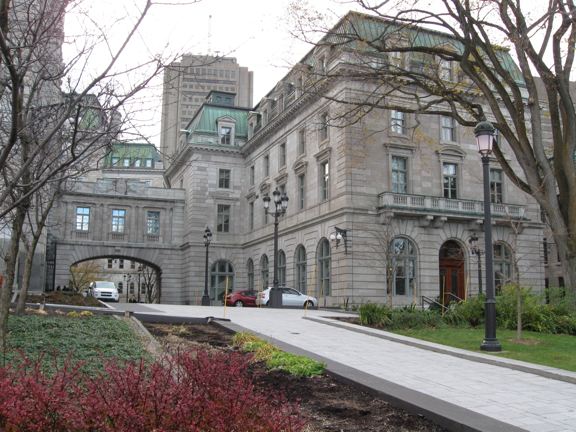
Bibliothèque de l'Assemblée nationale du Québec.

En 2010, Aline Cloutier décide de faire don de près de 460 documents à la Bibliothèque de l'Assemblée nationale du Québec. Cette collection comprend 249 caricatures, 201 esquisses et 7 dessins. Les documents couvrent une période allant de 1948 à 2010, mais la plupart des œuvres sont créées entre 1950 et 1970. À la suite de ce don, son travail connaît un renouveau d'intérêt.
Les caricatures sont numérisées et publiées dans le Bulletin de la Bibliothèque de l'Assemblée nationale, un journal institutionnel. En 2016, ses caricatures sont mises en couverture du bulletin et un dossier spécial lui est dédié. De plus, une sélection de ses caricatures est exposée lors de l'exposition « Coups de crayon ! », dédiée à son talent artistique.
Ces caricatures, publiées dans divers journaux, servent comme une sorte d'annuaire de l'époque, offrant un panorama des personnalités du monde telles qu'elles sont perçues depuis le Québec au temps de son vivant. Elles témoignent de l'actualité et permettent aux lecteurs de se tenir informés sur les personnalités marquantes et les événements importants de cette époque, reflétant ainsi la société et les enjeux contemporains.
La collection comprend également un cahier d'esquisses provenant des collègues et amis de Aline Cloutier à l'École des beaux-arts de Québec, ainsi que quelques photographies de ces individus.

### Caricatures de la scène politique
Les grands noms de la politique québécoise et canadienne de toutes appartenances se trouvent dans la collection, de Paul Sauvé à Jean-Jacques Bertrand, de Jean Lesage à Pierre Laporte et Robert Bourassa, de René Lévesque à Pierre Bourgault, en passant par Daniel Johnson père, Maurice Bellemare, Paul Gérin-Lajoie, Claire Kirkland et Yves Michaud.
Les premiers ministres canadiens, de John Diefenbaker à Pierre Trudeau, y sont également présents. Aline Cloutier offre aussi un panorama des leaders et des personnalités politiques de la scène mondiale des années soixante, tels que Konrad Adenauer, Fidel Castro, David Ben Gourion, Léonid Brejnev, Lyndon Johnson, Mao, Gamal Abdel Nasser, Richard Nixon, le Shah d’Iran, le maréchal Tito et Zhou Enlai.

### Caricatures de la scène artistique et culturelle

#### Vedettes du cinéma
Le monde des arts et de la culture, qu'il soit local ou international, est une source d'inspiration pour Aline Cloutier. Elle réalise des caricatures de vedettes du cinéma telles que Brigitte Bardot, Jean-Paul Belmondo, Catherine Deneuve, Yul Brynner, Geneviève Bujold, Fernandel, Sophia Loren, Marie Laforêt, et bien d'autres.

#### Artistes musicaux
Elle met en lumière des artistes de la musique et de la chanson tels que Guy Béart, Juliette Gréco, Maria Callas, Maurice Chevalier, Robert Charlebois, Michel Louvain, Gilles Vigneault, ainsi que les icônes contemporaines.

#### Célébrités de la télévision québécoise
La collection comprend des caricatures des têtes d'affiche de la télévision québécoise de son temps, parmi lesquelles Dominique Michel, Jacques Desrosiers, Michelle Tisseyre et l'annonceur Gabi Drouin.

#### Personnalités sportives
Elle réalise des portraits de personnalités du monde du sport, dont les frères Maurice et Henri Richard du Canadien de Montréal.

#### Auteurs littéraires
Elle réalise des portraits d'écrivains et des auteurs contemporains, tels que des caricatures de Marie-Claire Blais, Françoise Sagan, Pierre Vallières ainsi que de l'historien Henri Guillemin.